# Direktiva NIS2
Direktiva NIS2 jest zakonodavni okvir Europske unije koji se fokusira na povećanje razine kibernetičke sigurnosti među državama članicama. Ova direktiva, koja je stupila na snagu u siječnju 2023. godine, predstavlja nadogradnju prethodne NIS direktive iz 2016. godine, s ciljem da se prilagodi novim izazovima u digitalnom okruženju i poboljša otpornost na kibernetičke prijetnje. 
Sve države članice EU-a dužne su implementirati NIS2 direktivu u svoje nacionalno zakonodavstvo do 18. listopada 2024. godine. Ova direktiva također zahtijeva osnivanje nacionalnih timova za odgovor na računalne sigurnosne incidente (CSIRT) i drugih nadležnih tijela za mrežne i informacijske sigurnosti.
U skladu s direktivom, Hrvatska je 15. veljače 2024. donijela Zakon o kibernetičkoj sigurnosti, usmjeren na zaštitu ključnih sektora i infrastruktura od sve češćih prijetnji u digitalnom prostoru. Ovaj zakon nalaže subjektima obvezu kategorizacije u "ključne" i "važne" obveznike, a nadležna tijela moraju obavijestiti subjekte o njihovoj klasifikaciji do 15. veljače 2025. godine. Nakon toga, subjekti imaju 30 dana za prijavu sigurnosnih incidenata nadležnom CSIRT-u te jednu godinu za usklađivanje svog poslovanja s propisima zakona.
Uz nacionalne propise, dodatni podzakonski akti, kao i uredbe na razini Europske unije, definirat će konkretne mjere koje subjekti trebaju poduzeti kako bi ispunili uvjete direktive NIS2. Na primjer, Vlada RH planira donijeti uredbu o kategorizaciji subjekata, dok se od Europske komisije očekuju provedbeni akti za dodatno pojašnjenje primjene ovih mjera u praksi.